# 長谷川瑜羅
長谷川瑜羅（日语：長谷川 瑜ら，9月9日—），日本女性配音員。出身於千葉縣。O型血。以前經歷賢Production、Brush-up One。賢Production所屬時期藝名。

## 演出
粗體字表示主要角色。

### 電視動畫
2009年
- 黑神 The Animation（女高中生）
- 戰場女武神（群眾）
- 科學超電磁砲（店內廣播）
- 乃木坂春香的秘密 Purezza♪（女高中生B）
- 第一神拳 New Challenger

2010年
- K-ON!! 輕音部（班上同學〈佐佐木曜子、砂原好美、松本美冬〉、電影的少女、氣象主播、記者、學生）
- 青春CUP（瀨戶香織）

2011年
- 肯普法für die Liebe（女學生B）
- 侵略!? 花枝娘（西村由佳）
- 世界一初戀2（女子社員）
- BLOOD-C（女）
- 我的朋友很少（女學生、女學生B、小孩A、司書）
- 魔劍姬！（女僕店員）
- 惡魔阿薩謝爾在召喚你（望月老師）
- 蘿球社！（2011年—2013年，學生D、同好會成員、甲本美鈴）2系列

2012年
- Aikatsu！偶像活動！（2012年—2013年，仲原綾、柚木奈奈、魔女）
- IXION SAGA DT（大姐姐A）
- 元氣少女緣結神（小梅）
- 女王之刃 叛亂（士兵B）
- 黑子的籃球（漢堡店店員、女學生、水戶部凛之助的妹妹、會場廣播）
- 紙箱戰機W（女性記者）
- 花牌情緣（2012年—2020年，女子選手、女學生、筑波春臣、瑞秋·波特、醫師）3系列
- 謎樣女友X（女學生、女僕）
- 戰國鬼才傳（女房眾）

2013年
- AMNESIA（護士）
- 宇宙戰艦大和號2199（柏木紗香、和田、SID〈100式空間偵察機〉、情報省局員、伊斯坎機器人、女衛士A）[3][4]
- 革命機Valvrave（艾琳）
- 白熊咖啡廳（女子）
- 神奇寶貝 THE ORIGIN
- 魔奇少年（小兔）

2014年
- Pac-World（日语：パックワールド）（記者、寶寶包）

### 電影動畫
- 歡迎來到宇宙秀（2010年）
- 涼宮春日的消失（2010年，日向咲葉[5]）
- 劇場版 K-ON！輕音部（2011年，學生）

### OVA
- BLACK★ROCK SHOOTER（2009年）
- 鋼鐵人：噬甲病毒崛起（2013年）

### 遊戲
2008年
- 晨曦時，夢見兮（日语：あさき、ゆめみし）（斑）
- Edel Blume（日语：エーデルブルーメ）（利露姆）
- 時間空洞 追回被奪走的過去（十二林花音）

2009年
- ARCRISE FANTASIA（日语：アークライズファンタジア）（瑪莉亞）
- 蒼天的彼方（日语：蒼天の彼方）（美蘭）

2012年
- 迷宮旅人2 王立圖書館與魔物封印（日语：ダンジョントラベラーズ2 王立図書館とマモノの封印）（寶藏寺八重）

2017年
- 迷宮旅人2-2 墮落少女與初始之書（日语：ダンジョントラベラーズ2-2 闇堕ちの乙女とはじまりの書）（寶藏寺八重）

### 廣播劇CD
- （女學生A）
- （承辦人員）
- 個人教授（女學生2）
- （女高中生）
- 世界一初戀 ～羽鳥×千秋篇～（星野早苗）
- 眼鏡cafe GLASS 2（客B）
- 侵略!? 花枝娘 廣播劇CD3不是嗎？（西村由佳）

### 外語配音

#### 電影
- Adventures of Bailey：The Lost Puppy（珍潔）
- 猛男啦啦隊（英语：Fired Up!）（莎拉〈艾波·史蒂文斯·威斯特（英语：Amber Stevens West）〉）
- 孟漢娜電影版（女學生）
- 裸體列儂（英语：Lennon Naked）（女粉絲1）
- 獵人（英语：The Hunter (2011 Australian film)）（夏克緹）
- The Prince and The Barber（伊莉莎白）
- 保姆奇遇記（雙胞胎1）
- 現在還想結婚的女人（第三者）

#### 動畫
- 探險活寶

### 旁白
- 瑪莎·史都華

### 舞台
- （劇團軌跡）

## 音樂作品

### 角色歌曲
| 發行日期 | 標題                            | 名義   | 曲名     | 備註                      |
| 2012年   | 2012年                          | 2012年 | 2012年   | 2012年                    |
| -------- | ------------------------------- | ------ | -------- | ------------------------- |
| 3月14日  | 侵略!? 花枝娘 廣播劇CD3不是嗎？ | 侵略部 | 「侵略」 | 電視動畫《侵略!? 花枝娘》 |

## 腳註

## 外部連結
- 長谷川瑜羅｜Brush-up One，存于 （日語）
- 杉浦奈保子｜賢Production，存于 （日語）
- 杉浦奈保子的X（前Twitter） （日語）